# Safiye Valide Sultan

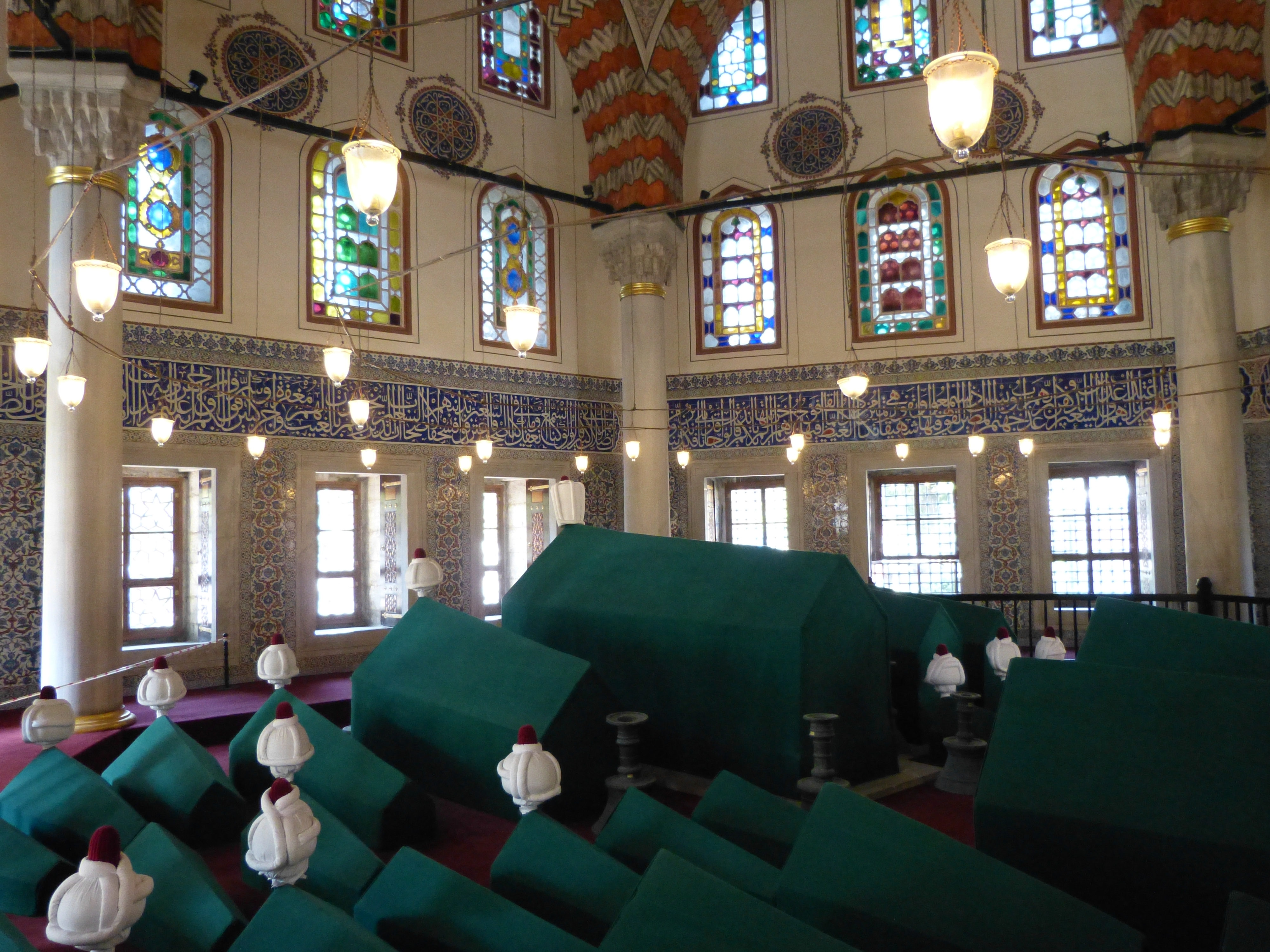
La tomba de Safiye és situada vora la de Murat III al pati de Santa Sofia

Safiye Valide Sultan, o Safiye Sultan (v. 1550 - 10 de novembre de 1618) fou valide sultan (reina mare) otomà durant el sultanat de les dones.
Segrestada per pirates otomans, fou venida al palau de Manisa, on vivia el príncep Murat, net de Solimà. Es va fer musulmana i va aprendre el turc i les bones maneres. El 1565 fou presentada al príncep, amb qui va tenir un fill, Mehmet, i dues filles, Ayşe i Fatma. El 1566, el pare de Murat, Selim II, va pujar al tron i el 1574 Murat el va succeir com a Murat III. La influència de Safiye es va incrementar; el 1583 va morir la seva sogra Nurbanu i va esdevenir la primera senyora de l'Imperi. Va estar en conflicte amb Mihrimah, filla de Solimà, i les cunyades d'aquest, Ismihan i Gevherhan, però quan van morir el seu poder fou indiscutit. A la mort de Murat III, que va ser un marit amorós fins a la mort, el va succeir el seu fill Mehmet III, i Safiye va esdevenir reina mare amb 45 anys. Mort Mehmet III el 22 de desembre de 1603, el va succeir el seu fill Ahmet I, que el gener o febrer de 1604 va allunyar Safiye del palau per apartar-la de qualsevol influència. S'esmenta que el poble pensava que era amant secreta de la jueva Esperanza Malchi, que era la seva kira o secretària.